# Cercle Jean Macé Bourges Basket
Il  Bourges Basket è una società di pallacanestro femminile di Bourges. È una tra le squadre francesi ed europee più importanti.
Il C.J.M. è stato fondato nel 1967, gioca al Palais des sports du Prado e i suoi colori sociali sono l'arancione e il nero.

## Palmarès
- Campionato francese: 15

1995, 1996, 1997, 1998, 1999, 2000, 2006, 2008, 2009, 2011, 2012, 2013, 2015, 2018, 2022
- Coppa di Francia: 12

1990, 1991, 2005, 2006, 2008, 2009, 2010, 2014, 2017, 2018, 2019, 2024
- Tournoi de la Fédération: 7

1996, 1999, 2000, 2001, 2006, 2007, 2008
- Match des champions: 4

2014, 2015, 2017, 2018
- Coppa Ronchetti: 1

1995
- Eurolega: 3

1997, 1998, 2001
- EuroCoppa: 2

2016, 2022